# Partito dei Piccoli Proprietari Indipendenti
Il Partito dei Piccoli Proprietari Indipendenti (Független Kisgazdapárt), il cui nome completo è Partito Civico dei Lavoratori Agricoli e dei Piccoli Proprietari Indipendenti (Független Kisgazda, Földmunkás és Polgári Párt), è un partito politico ungherese.

## Storia
Fondato nel 1930, l'FKgP rimase sempre all'opposizione dei governi espressi dal Partito dell'Unità, soppiantando già nel 1935 il Partito Sociale ed Economico Cristiano come prima forza dell'opposizione. Sviluppò rapidamente una tendenza antifascista, in contrasto con la fascistizzazione cui andò incontro il partito egemone a partire dal 1932, e con la diffusione del movimento nazista nel paese durante la seconda metà degli anni '30. L'FKgP si oppose invano all'ingresso dell'Ungheria nella Seconda guerra mondiale, e fu brevemente messo al bando nel '44 quando il Partito delle Croci Frecciate rovesciò il governo del reggente Miklós Horthy.
In seguito l'FKgP vinse con una schiacciante maggioranza le prime elezioni tenutesi dopo la seconda guerra mondiale e Zoltán Tildy diventò primo ministro. I piccoli proprietari ottennero il 57% dei voti contro il 17% dei comunisti. I comunisti reagirono intensificando la repressione e dipingendo i piccoli proprietari come "reazionari". Nel 1946 Tildy divenne presidente dell'appena fondata Repubblica. Ferenc Nagy gli succedette come primo ministro. Tuttavia, la perdurante occupazione sovietica, portò durante la crisi del maggio 1947 ad un governo egemonizzato dai comunisti.
Nel 1947 i comunisti erano riusciti nell'intento di epurare gli altri partiti della coalizione, e, nelle elezioni tenute in quell'anno, erano diventati il maggior partito del paese, ottenendo quindi una posizione predominante. Ferenc Nagy venne sostituito come primo ministro dal più malleabile Lajos Dinnyés.
Ad agosto, Tildy fu costretto alle dimissioni dalla presidenza della Repubblica in favore del socialdemocratico (passato tra le file comuniste) Árpád Szakasits. Ma alle elezioni di fine mese la costellazione di partiti anticomunisti nati dalle espulsioni di membri dell'FKgP impedì ai comunisti di ottenere la maggioranza. L'MKP rimase comunque al governo, grazie al controllo che esercitava su un FKgP ridotto al 15% dei voti.
Nel dicembre 1948, Dinnyés fu sostituito alla guida dei Piccoli proprietari dal filo-comunista István Dobi che divenne nuovo primo ministro. Dinnyés eliminò dal partito gli elementi rimanenti che non erano disposti a piegarsi ai comunisti. Nel 1949, il partito venne assorbito nel Fronte Indipendente dei cittadini, guidato dai comunisti. Quest'ultimo prevalse alle elezioni tenutesi in quell'anno, segnando l'inizio del regime comunista in Ungheria. 
Un partito omonimo che si richiama a quello storico è stato fondato nel 1988, concorrendo da allora a tutte le tornate elettorali ma senza aver mai raggiunto risultati significativi.

## Leader del partito (1945–1949; dal 1988)
| Leader                              | Date      |
| ----------------------------------- | --------- |
| Zoltán Tildy                        | 1945–1947 |
| István Dobi                         | 1947–1949 |
| Sciolto nel periodo 1949–1988       |           |
| István Prepaliczay                  | 1988–1990 |
| Ferenc József Nagy                  | 1990–1991 |
| Ferenc József Nagy e József Torgyán | 1991      |
| József Torgyán                      | 1991–2002 |
| Miklós Réti                         | 2002–2005 |
| Péter Hegedűs                       | 2005–2017 |
| Károly Balogh                       | 2017–     |

## Risultati elettorali
| Elezione          | Voti      | %     | Seggi     | posizione         |
| ----------------- | --------- | ----- | --------- | ----------------- |
| Parlamentari 1931 | 173.477   | 11,48 | 10 / 245  | Opposizione       |
| Parlamentari 1935 | 387.351   | 19,62 | 22 / 245  | Opposizione       |
| Parlamentari 1939 | 569.054   | 14,56 | 14 / 250  | Opposizione       |
| Parlamentari 1944 | -         | -     | 124 / 498 | Maggioranza       |
| Parlamentari 1945 | 2.697.262 | 57,03 | 245 / 409 | Maggioranza       |
| Parlamentari 1947 | 766.000   | 15,34 | 68 / 411  | Maggioranza       |
| Parlamentari 1949 | 5.478.515 | 97,1  | 62 / 402  | Maggioranza       |
| Parlamentari 1990 | 576.315   | 11,73 | 44 / 386  | Maggioranza       |
| Parlamentari 1994 | 476.127   | 8,83  | 26 / 386  | Opposizione       |
| Parlamentari 1998 | 597.820   | 13,15 | 48 / 386  | Maggioranza       |
| Parlamentari 2002 | 42.338    | 0,75  | 0 / 386   | extraparlamentari |
| Europee 2004      | N.D.      | N.D.  | N.D.      | N.D.              |
| Parlamentari 2006 | 838       | 0,02  | 0 / 386   | extraparlamentari |
| Parlamentari 2010 | 381       | 0,01  | 0 / 386   | extraparlamentari |
| Parlamentari 2014 | 7.426     | 0,16  | 0 / 199   | extraparlamentari |
| Parlamentari 2018 | 1.580     | 0,03  | 0 / 199   | extraparlamentari |